# La Escondida (Teksas)
La Escondida je naseljeno mjesto za statističke potrebe u američkoj saveznoj državi Teksas. Prema popisu stanovništva iz 2010. u njemu je živjelo 153 stanovnika.